# 亚洲希蛛
亚洲希蛛（学名：Achaearanea asiatica）为球蛛科希蛛属的动物。分布于日本以及中国大陆的吉林、辽宁、湖北、海南等地，常见于树叶下。